# Cofán
Cofán (A'i, Kofan, Kofane, Cofane), indijansko pleme iz Ekvadora i Kolumbije jezično (jezik A'ingae) klasificirani u Barbacoane (J. A. Mason), Jivaroan (Ruhlen, 1987) i Chibchan Indijance. Stanovnici su kišne šume koji žive od lova, ribolova i hortikulture. U novije vrijeme preostalo ih je manje od 1.000, ali su politički veoma aktivni u zaštiti kišnih šuma pred naftnim i rudarskim kompanijama, i pred kolonistima.
Cofán Indijanci naseljavaju područje gornjeg toka rijeke Aguarico i rijeku Sinangue na ekvadorsko-kolumbijskoj granici. Tradicionalno su organizirani po patrilinearnim grupama antia. 

## Vanjske poveznice
- Ayahuasca and It's Mechanisms of Healing - Dobkin de Rios  Arhivirana inačica izvorne stranice od 10. veljače 2006. (Wayback Machine)
- Entheology.org Saving the 'Vine of the Soul'  Arhivirana inačica izvorne stranice od 7. listopada 2022. (Wayback Machine)
- Foto galerija